# Minister Skarbu (Księstwo Warszawskie)
Minister Przychodów i Skarbu w Księstwie Warszawskim był jednoosobową naczelną władzą administracyjną w zakresie skarbowości.
W swych działaniach teoretycznie skrępowany był etatem (budżetem) państwa, ustanawianym przez króla, praktycznie mógł jednak budżet ten zmieniać, a także – jako dysponent funduszy – wpływać na działalność innych organów administracji centralnej. Oprócz ministerstwa podlegało mu kilka wyodrębnionych instytucji, jak Kasa Generalna, Biuro Generalne Stempla (opłaty skarbowej), Dyrekcja Loterii i Wydział Administracji Soli (posiadający odrębną kasę); niektóre z nich zostały z czasem wchłonięte przez samo ministerium. Od 1811 r. w zakres jego kompetencji wchodził zarząd dobrami narodowymi, sprawowany za pośrednictwem Dyrekcja Generalna Dóbr i Lasów Narodowych. W 1810 r. utworzono, dla odciążenia ministra od mniej ważnych zadań administracyjnych, urząd Dyrektora Generalnego Skarbu (obsadzony dopiero od 1812 r.). Ministrowi podlegała administracja skarbowa w departamentach, sprawowana przez dyrektorów skarbu.
Minister przychodów i skarbu był członkiem Rady Ministrów.
| 5 października 1807 – 12 kwietnia 1809 | Tadeusz Dembowski   |
| 13 lipca 1809 – 30 września 1810       | Jan Węgleński       |
| 30 września 1810–maj 1813              | Tadeusz Matuszewicz |

Minister opisane wyżej zadania wykonywał z pomocą swego urzędu, Ministerium Przychodów i Skarbu. W 1812 r. składało się ono z: Sekretariatu Generalnego, wydziałów: Rachunkowego, Solnego, Dochodów Stałych, Dochodów Niestałych, Stempla, Poczty i Loterii oraz z kancelarii.
Akta Ministerium zostały odziedziczone przez Komisję Rządową Przychodów i Skarbu Królestwa Polskiego i podzieliły bardzo skomplikowane losy jej dokumentacji aktowej. Obecnie w Archiwum Głównym Akt Dawnych znajduje się 1217 zakończonych jednostek archiwalnych Ministerium i 489 jednostek archiwalnych kontynuowanych przez Komisję Rządową Przychodów i Skarbu.